# 이주사
이주사는 한국에서 제작된 이형표 감독의 1963년 영화이다. 최남현 등이 주연으로 출연하였고 차태진 등이 제작에 참여하였다.

## 출연

### 주연
- 최남현
- 최지희
- 이경희
- 김희갑

## 제작진
- 원작자: 이경재
- 조명: 박진수
- 미술: 이봉선